# Eng (Tirol)
Eng is een bergdorp in de Karwendel in de Oostenrijkse gemeente Vomp in de deelstaat Tirol.
Het bergdorp Eng ligt ongeveer twaalf kilometer ten zuidoosten van Hinterriß, aan het einde van het Rißtal in de Große Ahornboden. Het dorp ligt op een hoogte van 1227 meter op een oppervlakte van 510 hectare. Het dorp is enkel door middel van een tolweg vanuit het noorden bereikbaar.
Uit oude geschriften is naar voren gekomen dat het bergweidegebied reeds sinds duizend jaar door mensen wordt bewoond. De eerste schriftelijke bron stamt uit 1523. Sindsdien is in het gebied doorlopend landbouw bedreven, met uitzondering van de Dertigjarige Oorlog (1618-1648), toen het gebied korte tijd onbenut werd.

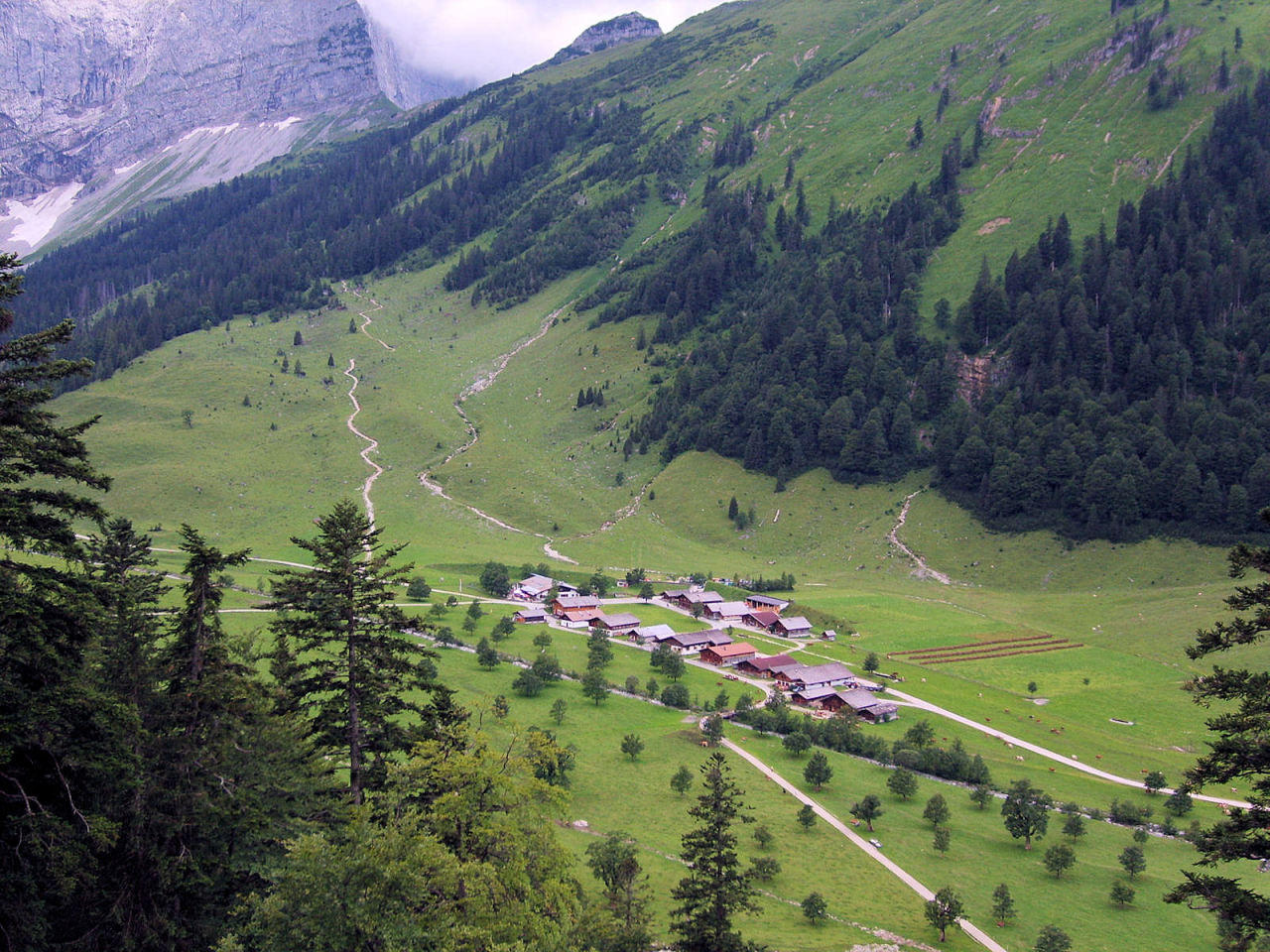
Engalm
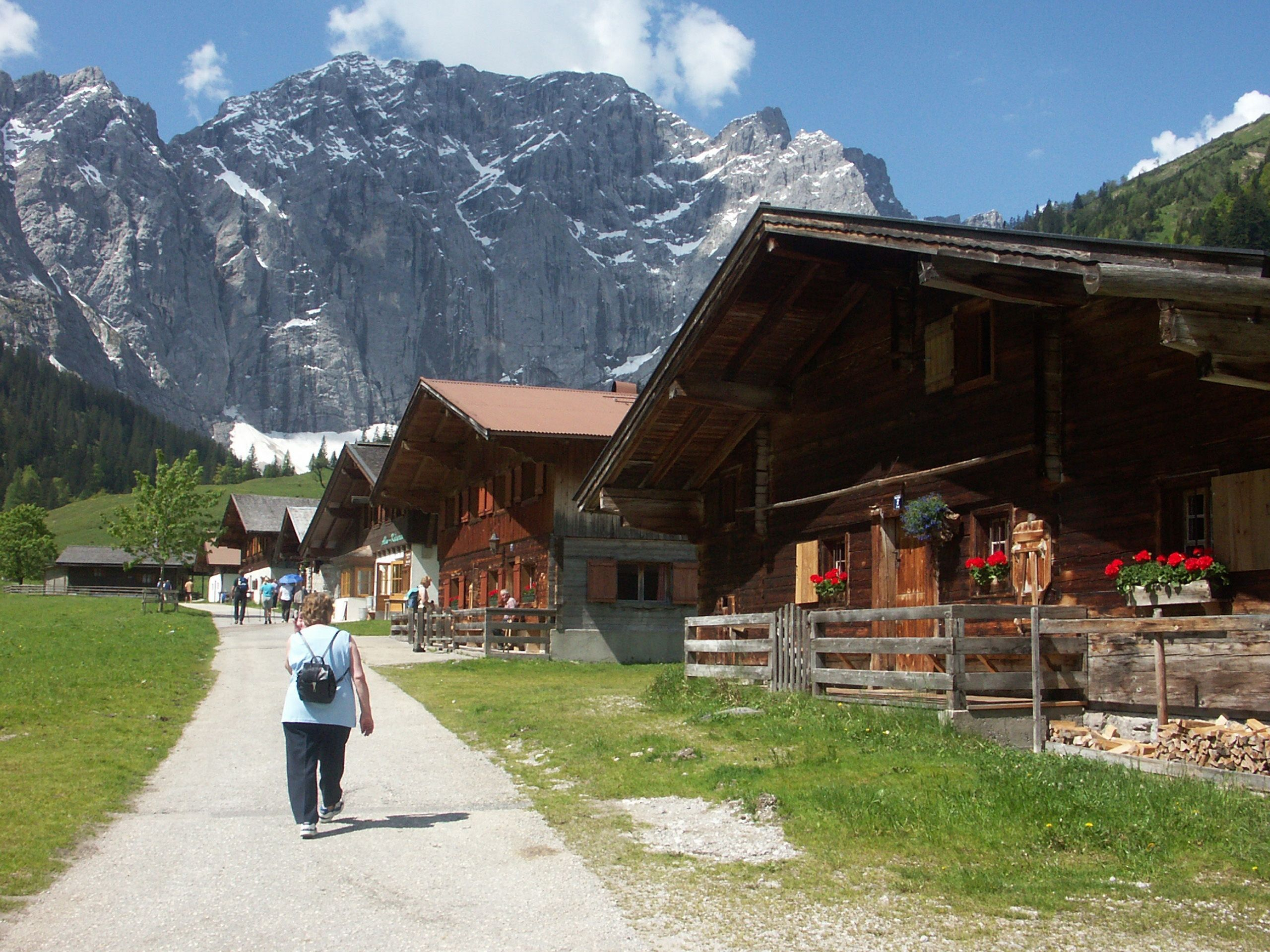
Almdorf Eng
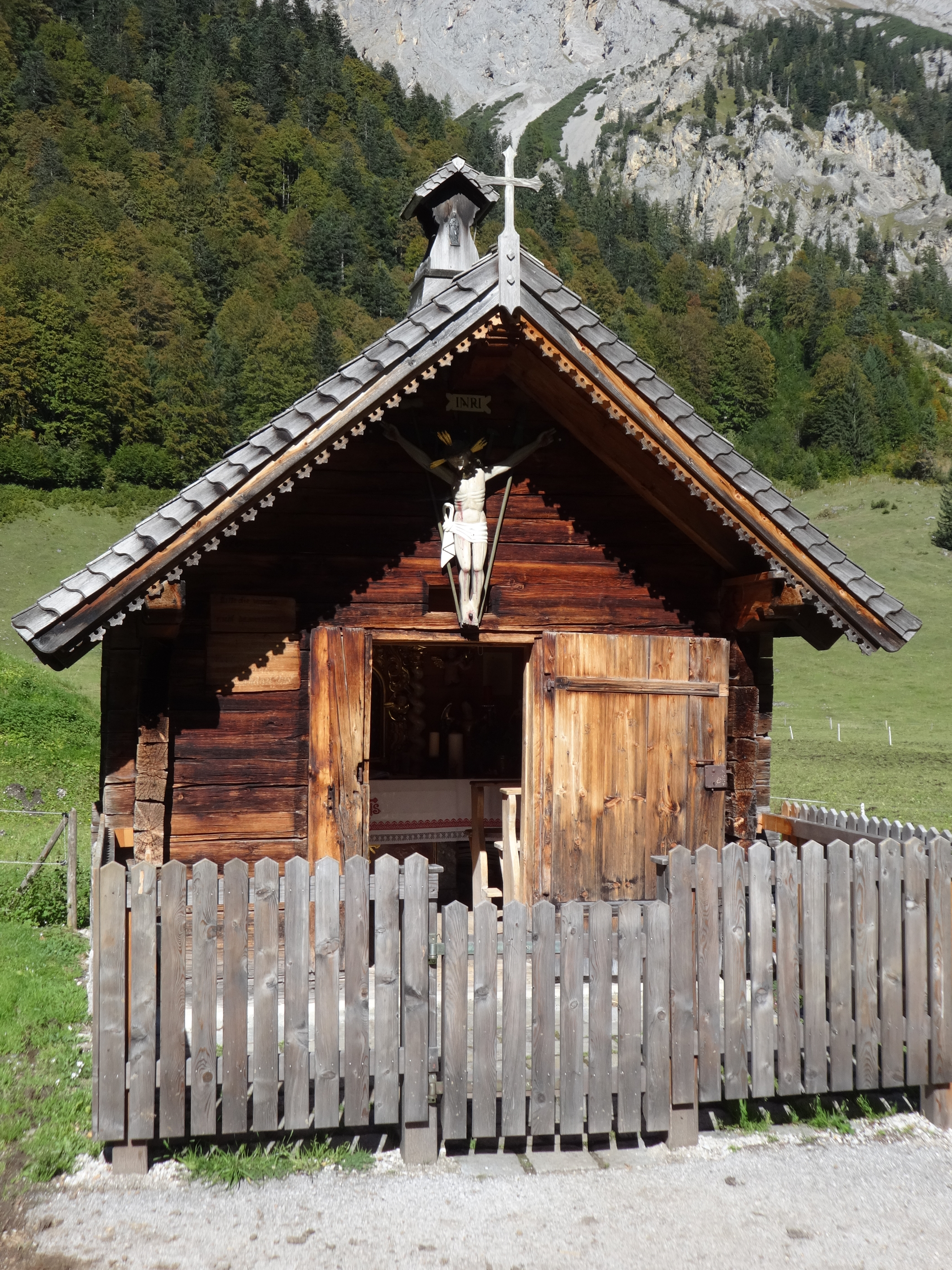
Walburga-Kapelle